# Granskär (vid Täktom, Hangö)
Granskär är en ö i Finland. Den ligger i Finska viken eller Skärgårdshavet och i kommunen Hangö i landskapet Nyland, i den sydvästra delen av landet. Ön ligger omkring 110 kilometer väster om Helsingfors.
Öns area är 2,9 hektar och dess största längd är 270 meter i sydöst-nordvästlig riktning. Ön höjer sig omkring 10 meter över havsytan.